# Halysson Ferreira
Pour les articles homonymes, voir Ferreira.
Halysson Ferreira, né le 23 avril 1989 à Patrocínio, est un coureur cycliste brésilien. Il participe à des compétitions sur route et en VTT,. 

## Palmarès en VTT

### Championnats du Brésil
- 2014
  - 2e du championnat du Brésil de cross-country marathon
- 2015
  -  Champion du Brésil de cross-country marathon
- 2016
  -  Champion du Brésil de cross-country marathon
- 2017
  -  Champion du Brésil de cross-country marathon[3]

## Palmarès sur route

### Par année
- 2011
  - 5e étape du Tour du Brésil-Tour de l'État de Sao Paulo
- 2012
  - 2e étape du Tour du Brésil-Tour de l'État de Sao Paulo
- 2022
  - 3e du championnat du Brésil sur route
- 2024
  - 2e et 3e étapes de la Volta de Goiás
  - 2e de la Volta de Goiás

### Classements mondiaux
| Année            | 2011 | 2012 | 2013 | 2014 | 2015 | 2016 | 2017 | 2018 | 2019 | 2020 | 2021 |
| ---------------- | ---- | ---- | ---- | ---- | ---- | ---- | ---- | ---- | ---- | ---- | ---- |
| UCI America Tour | 254e | 269e | 202e |      |      |      |      |      | 483e |      | 477e |